# STS-112
STS-112 e сто и единадесетата мисия на НАСА по програмата Спейс шатъл, двадесет и шести полет на совалката Атлантис, полет 9А към Международната космическа станция (МКС).

## Екипаж
| Пост                                | Астронавт                                   |
| ----------------------------------- | ------------------------------------------- |
| Командир                            | Джефри Ашби трети космически полет          |
| Пилот                               | Памела Мелрой втори космически полет        |
| Специалист на мисията 1             | Дейвид Улф трети космически полет           |
| Специалист на мисията 2 бординженер | Сандра Магнус първи космически полет        |
| Специалист на мисията 3             | Пиърс Селърс първи космически полет         |
| Специалист на мисията 4             | Фьодор Юрчихин (РКА) първи космически полет |

## Полетът
Основната цел на мисия STS-112 е доставка в орбита и монтаж на място на Ферма S1 в орбита. Дължината ѝ е 13,7 м, ширината 4,6 м, а масата и е около 14 тона. Тя (заедно с изведената по време на полет STS-113 ферма P1) е монтирана към ферма Ферма S0 на модула Дестини и е „гръбнака“ на цялата фермова конструкция на станцията. Върху тези ферми (P1 и S1) са монтирани по 3 радиатора и част от т. нар. „Базова мобилна система“ (Mobile Base System) – система от релси и мобилната платформа, която се движи по тях. Това е основна част от т. нар. Мобилна обслужваща система (на английски: Mobile Servicing System) или по-популярна с името на основния си компонент Канадарм2.
На външния резервоар на совалката е монтирана камера, която снима извеждането на совалката в орбита. Такъв клип се записва за първи път. След отделянето на ускорителите обаче камерата е затъмнена със сажди от ракетното гориво и заснимането станало невъзможно. Камерата е изместена, а след инцидента със совалката Колумбия през февруари 2003 г. камерата ще се използва във всички мисии на совалките.

## Параметри на мисията
- Маса на совалката:
  - при старта: 116 535 кг
  - при приземяването: 91 388 кг
- Маса на полезния товар:12 572 кг
- Перигей: 273 км
- Апогей: 405 км
- Инклинация: 51,6°
- Орбитален период: 91.3 мин

Скачване с „МКС“
- Скачване: 9 октомври 2002, 15:16:15 UTC
- Разделяне: 16 октомври 2002, 13:13:30 UTC
- Време в скачено състояние: 6 денонощия, 21 часа, 57 минути, 15 секунди.

### Космически разходки
| № | Участници                 | Начало                     | Край                       | Продължителност  |
| - | ------------------------- | -------------------------- | -------------------------- | ---------------- |
| 1 | Дейвид Улф и Пиърс Селърс | 10 октомври 2002 15:21 UTC | 10 октомври 2002 22:22 UTC | 7 часа 1 минута  |
| 2 | Дейвид Улф и Пиърс Селърс | 12 октомври 2002 14:31 UTC | 12 октомври 2002 20:35 UTC | 6 часа 4 минути  |
| 3 | Дейвид Улф и Пиърс Селърс | 14 октомври 2002 14:08 UTC | 14 октомври 2002 20:44 UTC | 6 часа 36 минути |

## Галерия
- Старта на совалката
- Астронавтът Дейвид Улф в открития космос
- Изваждането на фермата от товарния отсек на совалката
- Астронавтът Пиърс Селърс по време на космическата си разходка
- Приземяването на совалката